# Хапиловский проезд
Хапи́ловский прое́зд — проезд, расположенный в Восточном административном округе города Москвы на территории района Преображенское.

## История
Проезд назван по ныне протекающей в коллекторе реке Хапиловке — левому притоку Яузы, по всей вероятности, после 2009 года, поскольку в последнем на данный момент издании справочника «Улицы современной Москвы» (2009) ещё не числится.

## Расположение
Проезд начинается от Окружного проезда; огибая Московский университет МВД России и НИИ хлебопекарной промышленности (с опытным хлебозаводом), выходит к бизнес-центру «Эталон»; далее, огибая и его, заканчивается у Электрозаводской ветки.

После железной дороги идёт уже Борисовская улица.

Переезда через однопутную железнодорожную линию нет, только пешеходный переход.
Проезд, расположенный южнее Нового проезда, который проходит параллельно как Новому проезду, так и Ковылинскому переулку, на некоторых картах ошибочно подписан также как «Хапиловский проезд».

## Примечательные здания и сооружения
Зданий по собственно проезду нет, поскольку строения, в основном, относятся к Большой Черкизовской улице.

Тем не менее, физически располагаются на проезде и в непосредственной близости к нему здания, которые числятся:

#### ПоОкружному проезду
- Московский университет МВД России имени В. Я. Кикотя (бывш. «Средняя школа милиции») — Окружной проезд, д.4, стр.5

#### ПоБольшой Черкизовской улице
- Административно-офисное здание[2] — д.30Ас1
- Государственный НИИ хлебопекарной промышленности с опытным хлебозаводом — д.26Ас2
- Бизнес-центр «Эталон» (бывш. завод «Эталон») — д.24Ас1

## Транспорт
Общественный транспорт по проезду не ходит.

Ближайшие маршруты проходят по Большой Черкизовской улице и по Окружному проезду.
- В зоне доступности от станции метро  Черкизовская:
  - Остановка «Окружной проезд, 4»
    - Автобусные маршруты 372, 469

  - Остановка «Метро Черкизовская»
    - Автобусные маршруты н15, т32, т41, т83, 34, 52, 171, 230, 449, 716, 974

### Ближайшие станции метро и железнодорожные вокзалы
В пешей доступности:
- Станция метро  Черкизовская
- Станция Московского центрального кольца  Локомотив
- Станция метро  Партизанская
- Восточный вокзал

### На картах
- Карты Яндекс — Хапиловский проезд
- Google Maps — Хапиловский проезд, — здесь он ошибочно назван «Проектируемый проезд 951»
- WikiMapia — Хапиловский проезд
- На карте openstreetmap — Хапиловский проезд
- На карте rumap.net — Хапиловский проезд